# Third Éditions
Third Éditions est une maison d’édition vouée aux jeux vidéo créée par Mehdi El Kanafi et Nicolas Courcier. Ensemble, ils avaient déjà fondé en 2010 les éditions Console Syndrome, qui un an plus tard allaient être rachetées par Pix'n Love. Au cours des quatre années suivantes paraîtront plus de vingt livres qu’ils auront édités et souvent corédigés eux-mêmes : Zelda. Chronique d’une saga légendaire, Metal Gear Solid. Une œuvre culte de Hideo Kojima ou encore La Légende Final Fantasy VII. 

## Historique

### Third Éditions
Nés en 1984, Mehdi El Kanafi et Nicolas Courcier ont tous deux grandi à Muret, tout près de Toulouse. C’est au collège qu'ils découvrent leur nouveau centre d’intérêt commun : le jeu vidéo. Ils dévorent aussi les magazines spécialisés et c’est à l’âge de 20 ans qu’ils se lancent dans la création de Console Syndrome, un fanzine d'actualité consacré aux jeux vidéo. Après 7 numéros, Console Syndrome connaîtra une seconde vie avec un blog intitulé aussi Console Syndrome. 
« Une fois libérés de nos études, nous montons donc notre propre société en 2010 », poursuivent les deux compères qui au passage ont su séduire quelques grands noms, en particulier Ubisoft. d’abord avec Pix'n Love, puis seuls à partir de 2014.
Certains ouvrages, comme Zelda ou Final Fantasy, ont dépassé les 30 000 exemplaires vendus et ont été traduits en italien, en russe, en anglais et en espagnol. Third se donne pour objectif de publier « des essais fouillés, ne nécessitant aucune illustration pour appuyer leur propos : le texte, rien que le texte ! »
Depuis sa création en 2015, Third Éditions a une production, rythmée par la publication moyenne d'un nouvel ouvrage par mois, qui s’articule autour de plusieurs collections bien distinctes : la première, appelée Sagas, est consacrée aux sagas du monde vidéoludique ; la seconde, RPG, est centrée sur les RPG (Role Playing Game) de tous horizons aussi bien japonais qu'occidentaux ; la troisième, Retrogaming, revient sur les moments marquants de l'histoire du jeu vidéo ; la quatrième collection, Label Force, traite de pop-culture dans sa globalité (cinéma, séries télé, mangas, comics, etc.), la cinquième collection, Jeunesse, est une collection consacrée aux plus jeunes qui s'axe autour de livres éducatifs sur le jeu vidéo.

## Publications
- La Légende Final Fantasy I, II & III (De Raphaël Lucas), 2017
- La Légende Final Fantasy IV & V (De Jonathan Remoiville), 2017
- La Légende Final Fantasy VI (De Pierre Maugein), 2015
- La Légende Final Fantasy VII (De Mehdi El Kanafi et Nicolas Courcier), 2016
- La Légende Final Fantasy VIII (De Rémi Lopez), 2016
- La Légende Final Fantasy IX (De Mehdi El Kanafi, Nicolas Courcier, Raphaël Lucas et Fabien Mellado), 2015
- La Légende Final Fantasy X (De Damien Mecheri), 2015
- La Légende Final Fantasy XII (De Rémi Lopez), 2015
- La Légende Dragon Quest (De Daniel Andreyev), 2017
- Zelda. Chronique d'une saga légendaire (De Mehdi El Kanafi et Nicolas Courcier), 2016
- Zelda. Chronique d'une saga légendaire - Volume 2 : Breath Of The Wild (De Valérie Précigout), 2017
- Persona. Derrière le masque - Volume 1 (De Rémi Lopez et Clémence Postis), 2017
- Persona. Derrière le masque - Volume 2 : Persona 5 (De Rémi Lopez), 2018
- BioShock. De Rapture à Columbia (De Mehdi El Kanafi, Nicolas Courcier et Raphaël Lucas), 2016
- Bienvenue à Silent Hill. Voyage au cœur de l'enfer (De Bruno Provezza et Damien Mecheri), 2016
- L’Œuvre étrange de Taro Yoko : de Drakengard à NieR : Automata (De Nicolas Turcev), 2018
- L'œuvre de Fumito Ueda : une autre idée du jeu vidéo (De Damien Mecheri), 2017
- Dark Souls. Par-delà la mort - Volume 1 (De Damien Mecheri et Sylvain Romieu), 2015
- Dark Souls. Par-delà la mort - Volume 2 (De Damien Mecheri et Sylvain Romieu), 2017
- Générations Pokémon. 20 ans d'évolutions (De Alvin Haddadène et Loup Lassinat-Foubert), 2016
- Resident Evil. Des zombies et des hommes (De Mehdi El Kanafi, Nicolas Courcier et Bruno Provezza), 2015
- Uncharted. Journal d'un explorateur (De Bruno Provezza et Nicolas Deneschau), 2018
- Fallout. Histoire d'une mutation (De Erwan Lafleuriel), 2017
- Metal Gear Solid. Une oeuvre culte de Hideo Kojima (De Mehdi El Kanafi, Nicolas Courcier et Denis Brusseaux), 2015
- Mass Effect. A la conquête des étoiles (De Nicolas Domingue), 2017
- Les Parchemins de Tamriel : Skyrim (De Franck "Fox" Extanasié), 2017
- Half-Life. Le FPS libéré (De Yann François), 2016
- Dragon Ball. Le livre hommage (De Valérie Précigout), 2016
- Dans les coulisses du Marvel Cinematic Universe (De Jean-Christophe "Faskil" Detrain), 2017
- Le Professeur Polymathus dans une brève histoire du jeu vidéo (De Bruno Provezza et Julie Gantois), 2016
- Diablo. Genèse et rédemption d’un titan Benoît Reinier (31 mai 2018)
- La saga Legacy of Kain : Entre deux mondes, 2019[5]
- La saga Shin Megami Tensei : D'apocalypses en renaissances, 2021

- Level Up. Niveau 1 (Collectif), 2015
- Level Up. Niveau 2 (Collectif), 2015
- Level Up. Niveau 3 (Collectif), 2016
- Level Up. Niveau 4 (Collectif), 2016

- L'Année Jeu Vidéo : 1992 (Collectif), 2015
- L'Année Jeu Vidéo : 1998 (Collectif), 2016

### Livres en anglais
À la suite d'un premier Kickstarter en 2016 qui a récolté 139 296 €,,, Third Éditions a traduit en version anglaise certains livres de son catalogue. Un deuxième kickstarter en 2018 qui a récolté 125 944 €, a permis à Third Éditions de traduire une nouvelle partie des livres de son catalogue,,,,,.
- The Legend of Final Fantasy VI (De Pierre Maugein), 2018
- The Legend of Final Fantasy VII (De Mehdi El Kanafi et Nicolas Courcier), 2017
- Dark Souls. Beyond the Grave - Volume 1 (De Damien Mecheri et Sylvain Romieu), 2017
- Zelda. The History Of A Legendary Saga (De Mehdi El Kanafi et Nicolas Courcier), 2017
- Metal Gear Solid. Hideo Kojima's Magnum Opus (De Mehdi El Kanafi, Nicolas Courcier et Denis Brusseaux), 2018
- BioShock. From Rapture to Columbia (De Mehdi El Kanafi, Nicolas Courcier et Raphaël Lucas), 2018